# هروب بعد الحادث
الاصطدام والهروب بالسيارة هي جريمة يعاقب عليها القانون لفاعلها، لتخريب ممتلكات الغير والتستر على فعل الجريمة. وفي بعض الدول فعل هذه الجريمة قد يؤدي بصاحب الجريمة إلى سحب رخصة القيادة. أو السجن لفترة يحددها القاضي أو الشرطي المسؤول عن المنطقة التي وقعت بها الحادثة، وفي بعض الحالات السجن مدى الحياة إلى أن يوافق صاحب الرخصة إلى التخلي عن الرخصة، مع الغرامة التي تقدر بين 200 إلى 20.000 دولار أمريكي.

## العقوبات في بعض الدول

### ألمانيا
المادة رقم 142 من القانون الجنائي الألماني تنص على أن : فاعل هذه الجريمة (الاصطدام والهروب) يتم سجنه إلى فترة تصل إلى ثلاث سنين أو دفع الغرامة. الشخص الذي تسبب في الحادث أو أسهم فيه يجب أن يُعرّفَ نفسه على الضحايا أو أي أحد متضرر. إذا كان الضحية غير بشري مثلاً (مواقف سيارات أو عمود إنارة) فإن الشخص المتسبب في الحادث عليه أن ينتظر، فإن لم يحضر صاحب العمود فعلى الجاني أن يترك عنوانه أو أن يبلغ أقرب قسم شرطة عما حدث. الاختلاف في ذلك لايطبق فقط على فاعل الحادث، المادة رقم 323c تنص على أن : أي أحد يفشل في تأمين المساعدة الضرورية لحالات الطورائ يمكن أن يعاقب بالسجن سنة أو دفع غرامة. هذه العقوبة فقط تنطبق على الحالات المعقولة، وليس أن تضع نفسك في موقف خطر جداً عليك. إذا لم يتم السؤال عن طلب المساعدة بوضوح، على التضاد مع القانون (عكس القانون)، فلن يتم قبول أية أعذار لعدم تقديم المساعدة. في حادث سير على سبيل المثال، فإن الأشياء المتوقع أن تفعلها : 
1. حماية الموقع من الحوادث التي ممكن أن تحدث في حالة تصادم.
2. الاتصال بأسرع وقت ممكن على خدمة الطوارئ.
3. تقديم الإسعافات الأولية بقدر معرفتك إلى أن يأتي الشخص الخبير بذلك.

### الصين
المادة رقم 101 من قانون حماية أمن الطرق لسكان الجمهورية الصينية يقر على إلغاء رخصة القيادة للجاني في جريمة الاصطدام والهروب.

### تايوان
المادة رقم 62 فإن العقاب القانوني على من يتعدى قوانين الطرق والسير (道路交通管理處罰條例) والذي تم التصريح به في 28 ديسمبر 2005 وتم تطبيقه منذ 1 يوليو 2006 يؤمّن العقوبات الرسمية التالية :
القسم 1 : بدون حالات إصابة أو موت، فإنه يجب على المتسبب في حالات الاصطدام والهروب دفع غرامة تقدر بـ 1000 - 3000 دولار تايواني جديد بالإضافة إلى حجز رخصة القيادة من 1 إلى 3 شهور.
القسم 4 : في حالة إصابة شخص قاصر، فإن المتسبب في الاصطدام والهروب، سيتم حجز رخصته لمدة سنة واحدة طبقاً لـ القسم الثالث من المادة 67. ومع حالات الإصابة الخطيرة أو الموت، فإن الفاعل لهذه الجريمة (الاصطدام والهروب) سيتم سحب رخصة قيادته إلى الأبد طبقاً للقسم الأول من المادة 67. لكن المادة 67-1 تسمح بإمكانية التنازل عن سحب الرخصة بعد 12 سنة من وقت سحب الرخصة في حالة الموت على المجني عليه، وبعد 10 سنوات من سحب الرخصة في حالة الإصابة الخطرة.
مع الإصابات الشخصية أو الموت، فإن مرتكب هذه الجريمة (الاصطدام والهروب) من الممكن أن يكون عرضة للسجن لفترة تقدر من 6 أشهر إلى سنوات طبقاً إلى 185-4 من دستور العقوبات الصيني (中華民國刑法).

### الولايات المتحدة الأمريكية
العقوبة والحد لمرتكب هذه الجريمة (الاصطدام والهروب) يختلف من ولاية إلى أخرى  على سبيل المثال، في ولاية فرجينيا الحادث (الاصطدام والهروب) يعتبر جريمة في حالة الموت أو الإصابة أو الأضرار بالممتلكات الخاصة في الزيادة من قيمة دولارات محددة، وغير ذلك فسيعتبر عمل جنحة (عمل شرير).

## السعودية
مخالفة (الهروب من موقع الحادث) قيمة المخالفة 2000ريال
ويعرض على هيئة الفصل للنظر في توقيفه

## وصلات خارجية
1. ↑  قوانين السير في بعض الولايات الأمريكية نسخة محفوظة 24 نوفمبر 2006 على موقع واي باك مشين.

3. قوانين سير ولاية فرجينيا